# 巴尔耶
巴尔耶（德語：Balje，發音：[ˈbaljə]）是德国下萨克森州施塔德县的市镇，面积58.09平方千米，2023年12月31日人口为927人。